# Nammutshokka
Nammutshokka är en kulle i Finland.   Den ligger i landskapet Lappland, i den norra delen av landet, 1 100 km norr om huvudstaden Helsingfors. Toppen på Nammutshokka är 492 meter över havet, eller 74 meter över den omgivande terrängen. Bredden vid basen är 1,8 km.
Terrängen runt Nammutshokka är platt åt sydväst, men åt nordost är den kuperad.  Trakten runt Nammutshokka är nära nog obefolkad, med mindre än två invånare per kvadratkilometer. Det finns inga samhällen i närheten. Omgivningarna runt Nammutshokka är i huvudsak ett öppet busklandskap.